# Myzīthra
La myzīthra (in greco μυζήθρα? [miziθra]) è un formaggio fresco realizzato a base di latte e siero di pecore e/o capre. Il rapporto di latte di siero di latte di solito è 7-3.
Viene prodotto principalmente sull'isola di Creta, ma anche in altre aree della Grecia. A Cipro un formaggio simile è conosciuto, sia fresco sia secco, come "Anarí" (Αναρή in greco). 

## Produzione
La Mizithra è una ricotta di pecora che viene realizzata portando il latte ad ebollizione lenta, per alcuni minuti, e poi coagulandolo con l'aggiunta di caglio, o siero di latte prelevato da un lotto precedente, o semplicemente con un qualche acido, per esempio succo di limone, aceto, o anche con il lattice di un rametto di fico.
Non appena la cagliata si è formata, viene versata su di una garza per farla colare. Il siero ottenuto può quindi essere utilizzato per cagliare il lotto successivo.
Dopo alcuni giorni si è realizzata una massa morbida dolce e umida a forma di sacchetto che è pronta per il mercato.

## Varianti
Esiste una variante ottenuta sfregando in superficie la produzione fresca con sale grosso e lasciandolo stagionare; è detta Xynomyzithra (Myzithra acida) ed ha un sapore più acido.
Se viene stagionato la Mizithra diviene dura e secca (e prende il nome di Anthotiro xero) ed è utilizzato, ad esempio, grattugiato sulla pasta.

## Utilizzo
Viene consumato spesso come dessert con il miele o come mezes con le olive e il pomodoro.
È utilizzato come formaggio da tavola, nelle insalate o spesso come formaggio da grattugia sulle paste, e spesso nelle torte di formaggio e in particolare per la Sfakianí pita (torta della regione Sfakià).